# Della Penna Motorsports
Della Penna Motorsports foi uma equipe norte-americana de automobilismo fundada em 1990 pelo argentino John Della Penna, ex-piloto da Fórmula Atlantic na década de 1980.
Disputou a extinta CART (Champ Car) entre 1996 e 2000, obtendo, na maioria das provas, resultados pouco expressivos. Na Atlantic, disputou as temporadas de 1990, 1991, 1994 e 1995, além das 2 primeiras temporadas da Indy Racing League, conquistando um 3º lugar nas 500 Milhas de Indianápolis de 1996 e vencendo a etapa de Las Vegas, ambos com o norte-americano Richie Hearn (campeão da Atlantic em 1995). Esta foi, também, a última prova da escuderia na IRL.
Estreou na CART em 1996, disputando 3 corridas, todas com Hearn - que seria o principal piloto da escuderia até 1999. Outros pilotos que guiaram carros da Della Penna foram o japonês Hideshi Matsuda (apenas no GP de Motegi de 1998), o mexicano-americano Memo Gidley (9 corridas), o argentino Norberto Fontana (10 etapas) e o australiano Jason Bright (apenas o GP de Surfer's Paradise de 2000, último ano do time na CART). A melhor colocação da equipe foi um 5º lugar conquistado por Hearn nas 500 Milhas de Michigan de 1998. Com o final da parceria entre a Della Penna e a Toyota, o time ficou sem motores para a temporada de 2001, o que inviabilizou sua continuação no automobilismo.